# Primarias del Partido Republicano de 2008 en el Distrito de Columbia
Las Primarias republicana del Distrito de Columbia, 2008 fueron el 12 de febrero de 2008. Virginia y Maryland ambos tuvieron primarias el mismo día, combinados, ellos son conocidas como las primarias Potomac.

## Resultados
| Candidato     | Votos | Porcentajes | Delegados |
| ------------- | ----- | ----------- | --------- |
| John McCain   | 3,929 | 68.8%       | 16        |
| Mike Huckabee | 961   | 16.83%      | 0         |
| Ron Paul      | 471   | 8.25%       | 0         |
| Mitt Romney   | 350   | 6.13%       | 0         |
| Total         | 5,711 | 100%        | 16        |

A las 7:42 PM PST, John McCain es proyectado como ganador de las primarias de DC por MSNBC y otras estaciones de noticias.